# Itaúna do Sul
Itaúna do Sul är en kommun i Brasilien.   Den ligger i delstaten Paraná, i den södra delen av landet, 900 km sydväst om huvudstaden Brasília. Antalet invånare är 3 585.
Trakten runt Itaúna do Sul består i huvudsak av gräsmarker. Runt Itaúna do Sul är det ganska glesbefolkat, med 29 invånare per kvadratkilometer.